# 우쓰노미야성

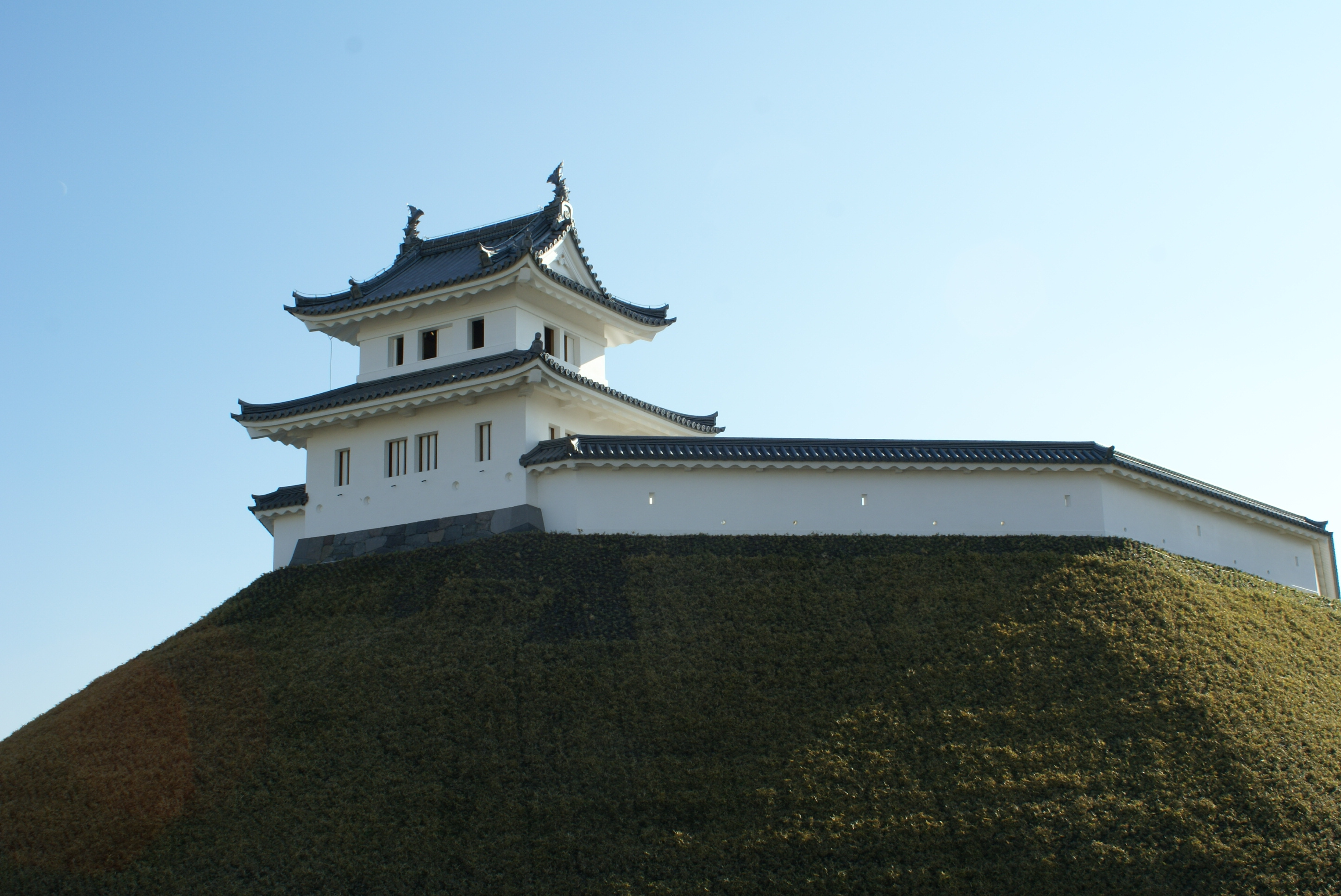
세이메이타이

우쓰노미야성(일본어: 宇都宮城 우쓰노미야조[*])은 도치기현 우쓰노미야시 혼마루정에 있는 평성이다. 간토 7대 명성 중 한 곳이며 에도 시대에는 우쓰노미야번의 번청이었다.

## 개요
헤이안 시대에 후지와라노 히데사토 혹은 후지와라노 소엔이 후타아라 산 남쪽에 거관을 건립한 것이 그 시초였다. 에도 시대에 개축되어 윤곽식과 제곽식 양식이 혼합된 구조로 바뀐 평성이었다. 성은 간토에서 흔히 볼 수 있는 성루로 조성된 성이다. 혼다 마사즈미가 성주로 부임했을 무렵 천수가 조성되었다고는 하지만, 세이메이타이(清明台)로 불리는 망루가 천수를 대신 하였다. 또, 우쓰노미야 성은 닛코 동조궁에 인접해 있기 때문에 도쿠가와 쇼군의 숙박지로 이용되었다.
19세기 중엽에 일어난 보신 전쟁으로 성은 소실되었고, 태평양 전쟁 후 도시개발로 인해 성터는 훼손되어 갔지만, 다행히 혼마루 일부 성루가 남아있어 해자와 망루 및 여타 건조물이 목조로 복원되어 일반에 공개되었고, 성터는 우쓰노미야 성터 공원(宇都宮城址公園)으로 정비되어 있다. 앞으로도 어전 및 성문 등이 복원될 계획에 있다.

## 역사
헤이안 시대 ~ 무로마치 시대
10세기 ~ 12세기 무렵 후지와라노 히데사토 혹은 후지와라노 소엔이 거관을 조성한 것이 그 시작이라고 한다. 원래 우쓰노미야는 후타아라산 신사가 있는 곳으로 신성시되었다. 후지와라노 소엔은 전구년의 난에서 미나모토노 요리요시, 미나모토노 요시이에를 따라 오슈 전쟁에 참전하였고, 그 공으로 신사의 신관으로써의 지위와 기누강(게누 강) 유역 일대의 지배를 인정받았다. 이후 아즈치모모야마 시대까지 약 530년간 우쓰노미야 성은 우쓰노미야씨(宇都宮氏)의 거관이 되었다. 후지와라노 소엔은 우쓰노미야씨의 시조이다.
센고쿠 시대 ~ 아즈치모모야마 시대
간토의 패자 고호조 가문(後北条氏)과 닛코 산의 토호 세력의 공격으로 잠시 동안 성은 그들 세력하에 있었고, 도요토미 히데요시의 오다와라 정벌 후에는 히데요시가 입성하여 오슈의 여러 다이묘의 영지를 배분하였다. 우쓰노미야 가문은 히데요시로부터 영지를 인정받았으며 히데요시의 옛 성인 하시바 성을 부여 받는 등, 원만한 관계가였으나, 돌연 1597년 영지가 몰수되었다. 이 영지몰수 배경에는 우쓰노미야 가문에 입적하려는 아사노 가문과의 마찰이 원인이었다고 한다. 1598년 우쓰노미야는 가모 히데유키가 18만석에 입봉되어 입성했으며, 우쓰노미야 성의 성하 마을을 정비하였다. 1600년에 일어난 세키가하라 전투 후, 가모 히데유키는 자신의 옛 영지인 아이즈번으로 이봉되었으며, 이를 대신해 오쿠다이라 이에마사가 10만석에 입봉되어 입성한다. 그리곤 우쓰노미야 가문의 제를 모시던 고젠지(興禅寺)를 재건하는 등, 도시발전을 꾀했다.
에도 시대

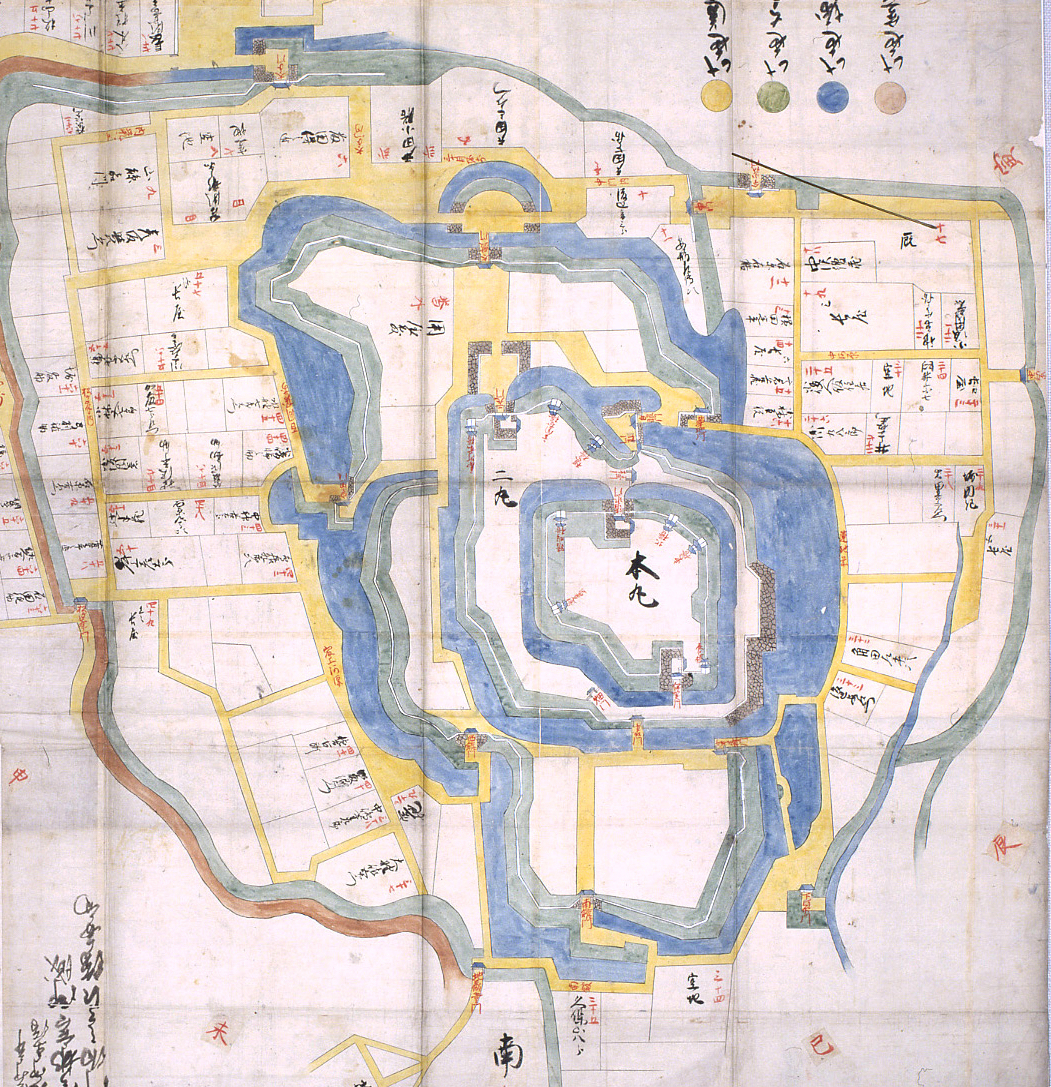
18세기 고지도

1619년 도쿠가와 이에야스의 측근인 혼다 마사즈미가 15만 5천 석에 입봉되어 입성하였고, 성 및 성하 마을을 대폭적으로 손보았다. 대략적으로 성의 구조가 바뀌었으며, 혼마루 등 주변 해자를 더욱더 깊게 팠으며, 이때 나온 흙들로 성루를 높게 조성했다. 성하 마을에서는 닛코 가도와 오슈 가도를 정비해 마을을 구획을 정했으며, 성안의 사찰 등을 주변 도로에 배치하여 외부의 침입에 보다 쉽게 대응토록 했고, 성에는 쇼군을 맞이 할 수 있게 혼마루 어전을 건립했다. 또, 우쓰노미야가 숙박지 및 역의 기능을 보다 원활히 할 수 있도록 정비하는 등, 닛코 참배에 관련된 설비를 구축해 나갔다. 이런 일연의 공사 결과, 우쓰노미야는 성시(城市) 및 사찰, 숙박지로서의 기능을 갖춘 도시로 변모해 갔다. 우쓰노미야 성 개축 공사에서 마사즈미는 막부의 의향을 고려해 천수를 세우지 않고 2층2계의 세이메이타이를 천수 대용으로 삼았다. 하지만, 마사즈미의 뜻과 달리 우쓰노미야 성 개축을 둘러싸고 모반의 소문이 유포되어, 1622년 마사즈미의 영지는 몰수되고, 오슈로의 유배형에 처해진다. 일연에 벌어진 이 일을 〈우쓰노미야성 천장 사건〉이라고 하며, 얄궂게도 이 모반의 소문을 쇼군 도쿠가와 히데타다에 고한 이가 가메히메였고, 그의 손자 오쿠다이라 다다마사가 전임 번주 및 후임 번주였다.
혼다 마사즈미가 성주로 부임했던 3년간의 우쓰노미야의 성하 마을은 근대 도시 우쓰노미야시로 발전하는 데 큰 초석이 되었다. 그 후, 성주로는 오쿠다이라 가문(1622년 ~ 1668년, 1685년 ~ 1697년), 오쿠다이라 마쓰다이라 가문(1668년 ~ 1681년), 혼다 가문(1681년 ~ 1685년), 아베 가문(1697년 ~ 1710년), 도다 가문(1710년 ~ 1749년, 1774년 ~ 1871년), 후코즈 마쓰다이라 가문(1749년 ~ 1774년)이 역임한 후다이 다이묘의 성이었다. 에도 시대 후기 도다 가문이 다시 번주로 부임하여 메이지 시대를 맞이하였다.
메이지 시대 이후
1868년(메이지 원년) 보신 전쟁의 전장이 되어 우쓰노미야 성을 비롯 마을이 전화로 소실되었다. (우쓰노미야 성 전투). 1890년(메이지 23년) 성곽 일대가 민간에 불하되어 성터의 흔적이 차례차례 지워졌다.
태평양 전쟁 후, 일본정부에 의한 전후 복구사업에 따라 1946년(쇼와 21년) 10월 9일 우쓰노미야 시도 이 사업에 선정되었고, 성터의 유구는 철거되어 시가지로 변모했다. 1955년 무렵까지 존재했던 해자가 위생상의 이유로 매립되었다. 1958년(쇼와 33년) 성터는 고혼마루 공원으로 정비되었고, 1989년과 1995년, 1999년 3차례 발굴조사가 진행되었다. 2002년(헤세 14년) 우쓰노미야 성터 공원으로 명칭이 변경되었다. 2007년(헤세 19년) 3월 25일 우쓰노미야 성 혼마루 일부의 외관복원공사를 완료하였고, 식전행사에서는 역대성주 우쓰노미야, 혼다, 도다 가문의 자손들이 참석했다.

## 남아있는 건조물
현재 이축된 건조물로는 이마코지문(今小路門)이 있으며, 우쓰노미야시 가와라야정의 민가에 현존해 있다. 성문의 문 부분은 태평양 전쟁 때의 철 공출로 해체되어 남아 있지 않다. 덧붙여 우쓰노미야성의 혼마루 복원에 사용된 부재는 도치기현 내의 편백, 삼나무, 소나무이며, 토담의 기둥과 들보는 아오모리산 나한백이 사용되었다. 또, 성루의 구조물은 철근 콘크리트로 조성한 것이다.

## 관광
교통
- JR 동일본 우쓰노미야역에서 하차, 34번 간토 버스로 환승해〈우쓰노미야 시청〉에서 하차, 도보로 3분소요.
- 도부 철도 도부우쓰노미야 역에서 하차, 도보로 10분소요.

주변 문화시설 및 관광명소
- 도비야마 성터
- 세이간지(清巌寺)
- 우쓰노미야 현립 박물관
- 우쓰노미야 현립 미술관
- 하치만야마 공원
  - 우쓰노미야 타워
- 호조지(宝蔵寺)
  - 오요리의 종
- 후타아라 신사

## 같이 보기
- 우쓰노미야 번
- 우쓰노미야 시게쓰나
- 혼다 마사즈미
- 우쓰노미야성 천장 사건
- 보신 전쟁
  - 우쓰노미야 성 전투
- 간토 7대 명성
  - 가나야마성
  - 가라사와 산성
  - 가와고에 성
  - 마에바시 성
  - 오시성
  - 오타 성
  - 우쓰노미야 성